# Église Sainte-Madeleine d'Outremont
Pour les articles homonymes, voir Église Sainte-Madeleine.
L'église Sainte-Madeleine est une église catholique située à Outremont au Québec.

## Histoire
L'église est inaugurée en 1925 et construite selon les plans des architectes Donat-Arthur Gascon et Louis Parant. Elle est de style néo-roman et ne possède qu'un seul clocher central. Elle est rénovée en 1954 à la suite d'un incendie.
La voûte en plein cintre est soutenue par huit piliers et chapeaute une nef centrale, deux nefs latérales et quatre rangées de bancs. Les confessionnaux sont érigés dans les transepts. une sacristie est accessible par un déambulatoire qui contourne le chœur.
Un orgue Casavant de trois claviers et trente-deux jeux est installé à l'arrière de l'église.
Parmi les autres éléments décoratifs, on retrouve sur un des piliers un crucifix grandeur nature de Joseph-Olindo Gratton. Le chemin de croix est en terre cuite encadré de bois et est l'œuvre de la Compagnie Dominique Cogné.

## Guido Nincheri
L'église est surtout notable pour sa décoration intérieure avec ses 26 peintures murales et ses 32 vitraux de Guido Nincheri installés durant les années 1930. À la suite du IIe concile œcuménique du Vatican, les œuvres murales et l'ensemble de l'église sont recouverts de peinture blanche durant les années soixante. Après une campagne de financement, trois tableaux du transept sont restaurés en 2023. Parmi les autres œuvres qui restent à dévoiler, on retrouve diverses scènes de la vie de Madeleine.
Dans les vitraux, Nincheri a utilisé des membres de sa famille pour servir de modèle à différents personnages. Ainsi, pour la peinture de Madeleine au pied de la croix qui orne le chœur, c'est son épouse qui personnifie Madeleine. De même, Guido Nincheri lui-même prend les traits de Judas dans le vitrail La dernière Cène.

## Galerie

Intérieur
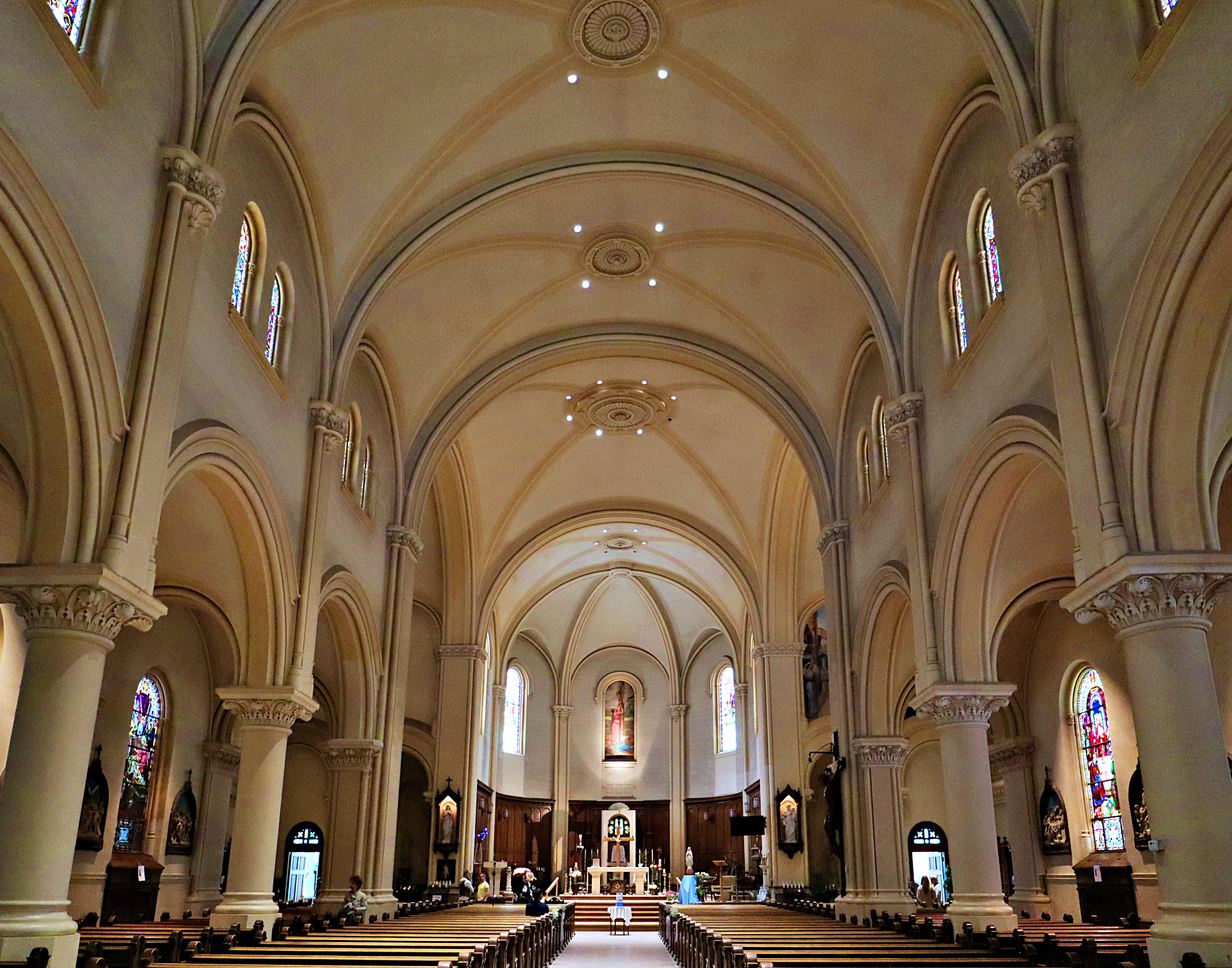
La nef centrale
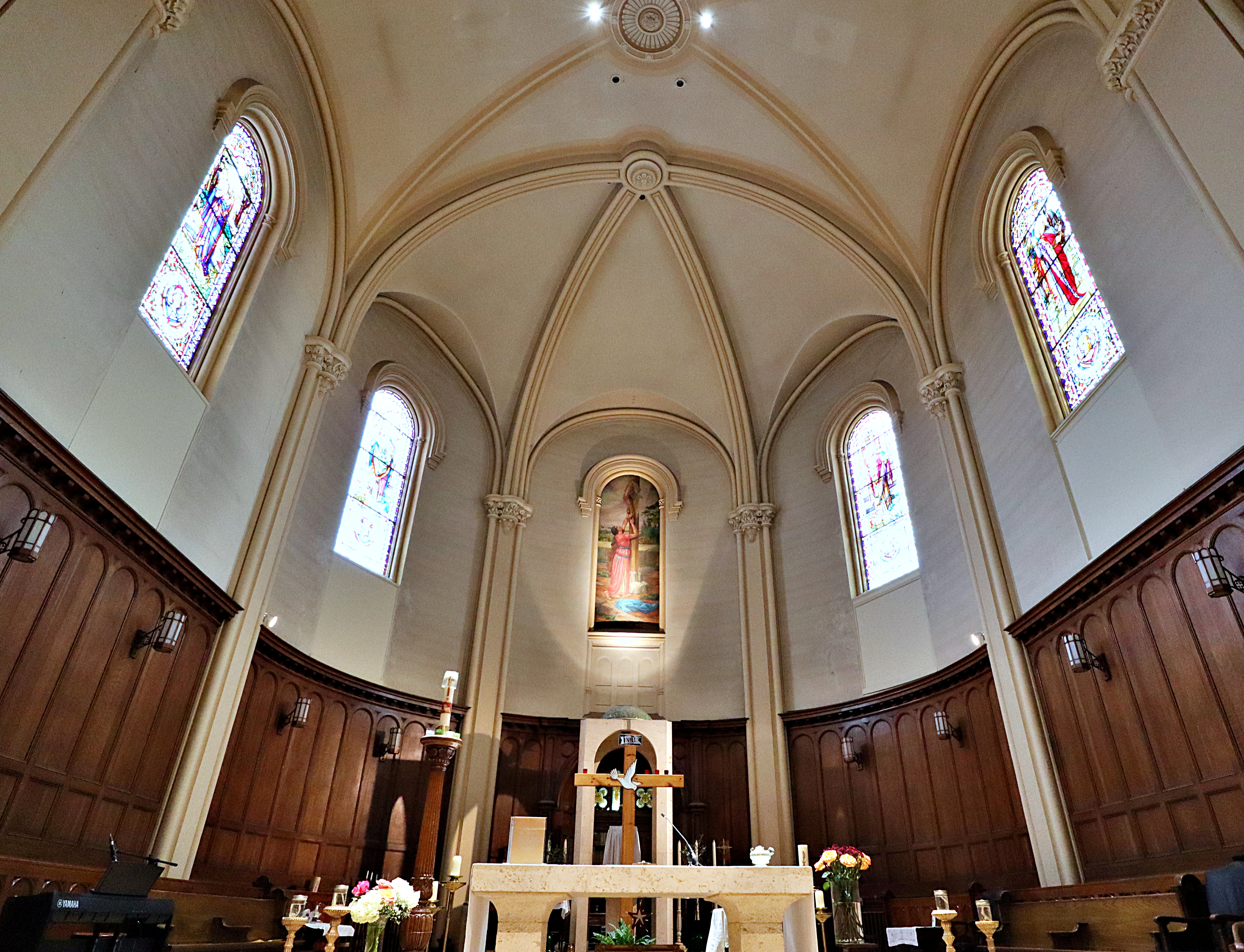
Le chœur avec le tableau de sainte Madeleine de Nincheri.
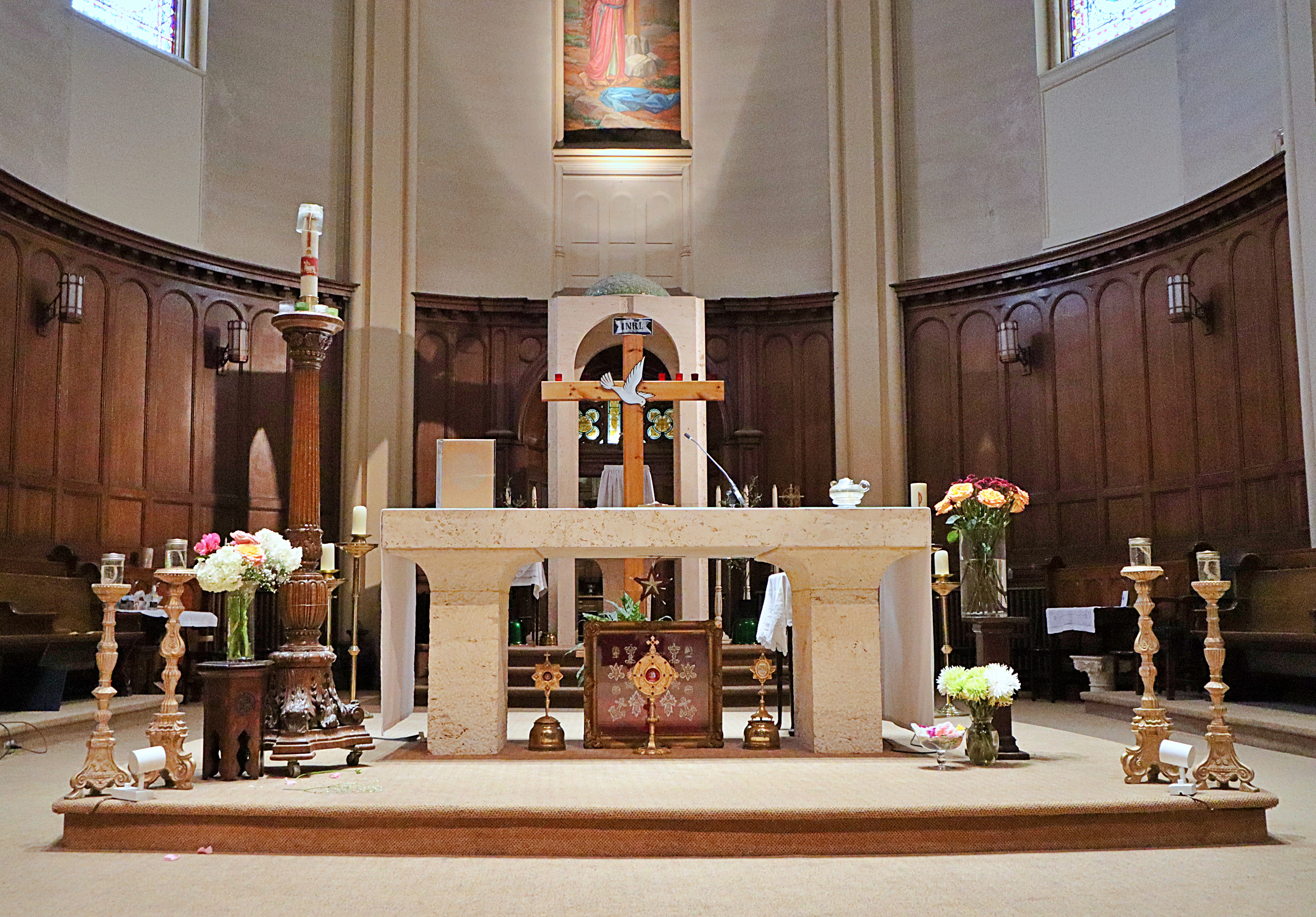
Le maître-autel
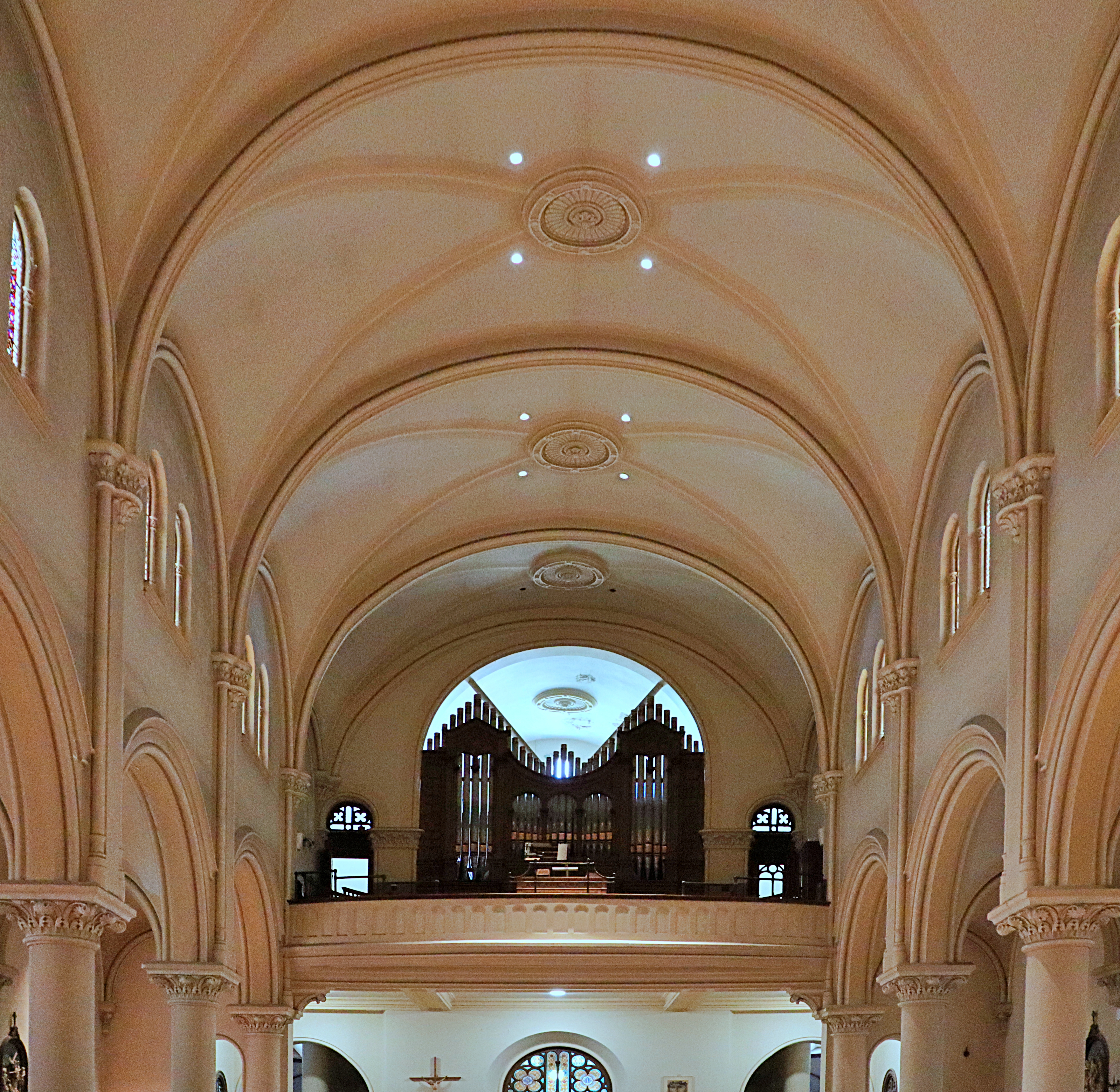
L'arrière et l'orgue.

Quelques vitraux de Nincheri
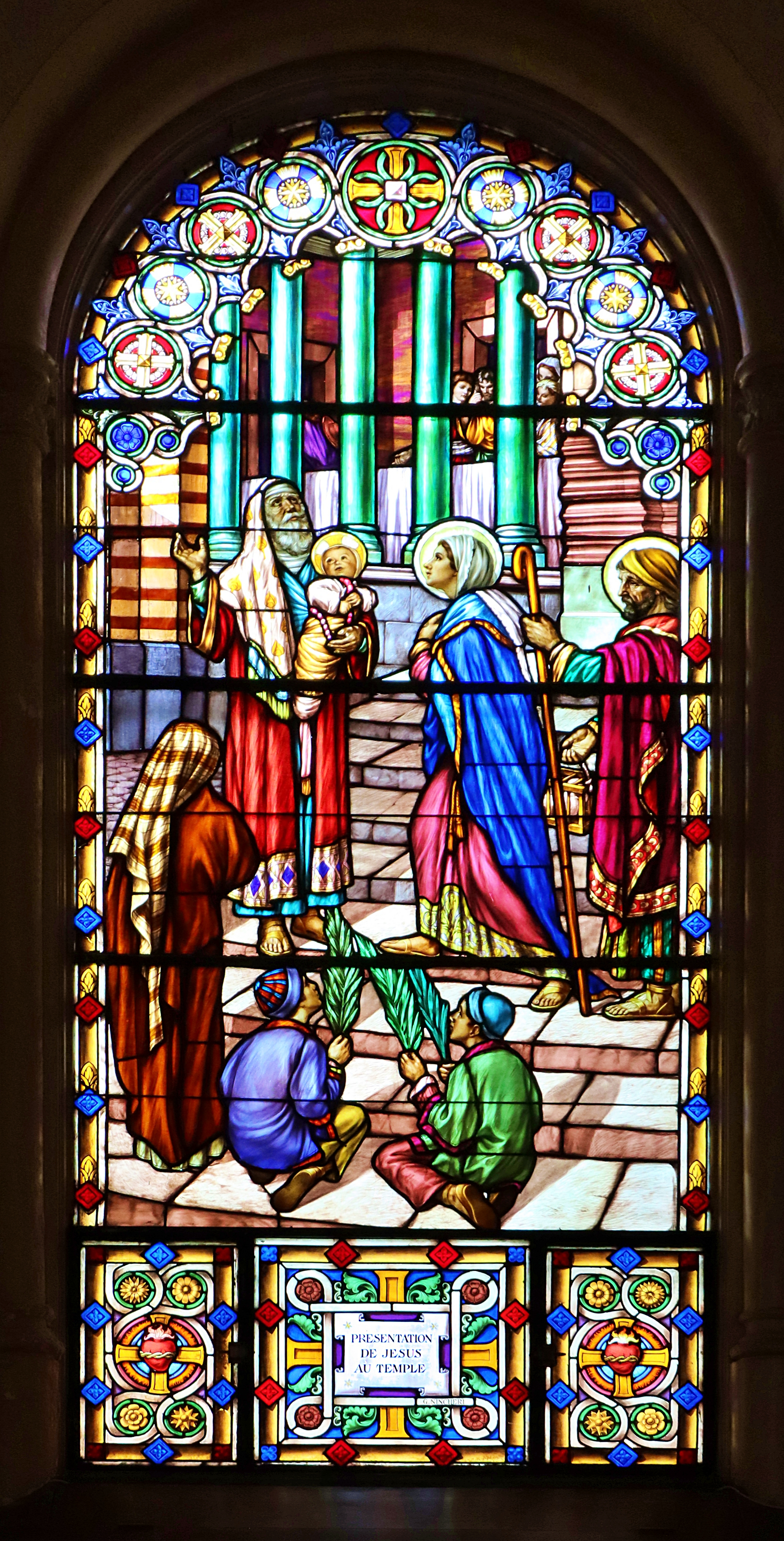
Présentation de Jésus au temple
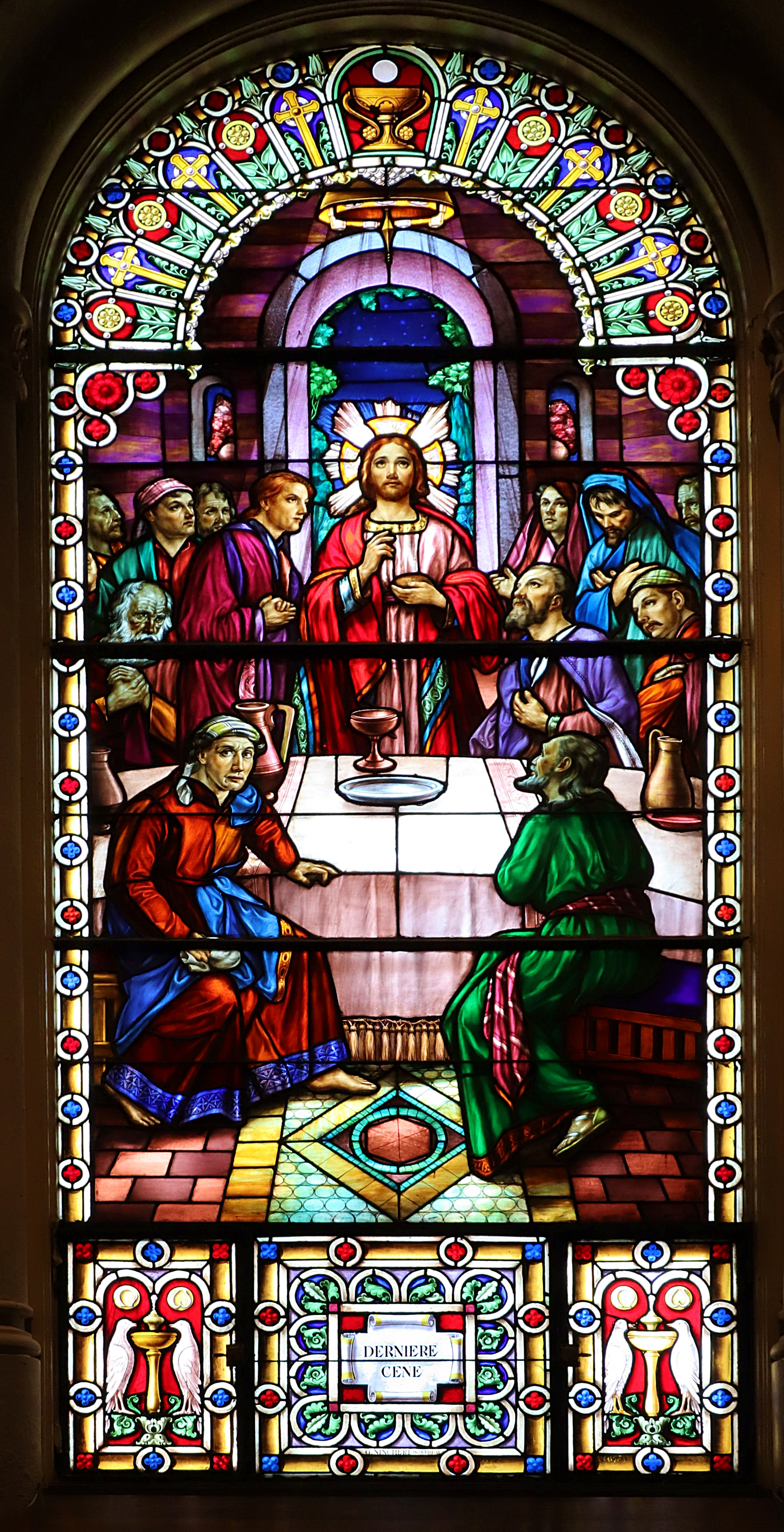
La Dernière Cène. Guido Nincheri s'est représenté dans le personnage rouge à l'avant-plan.
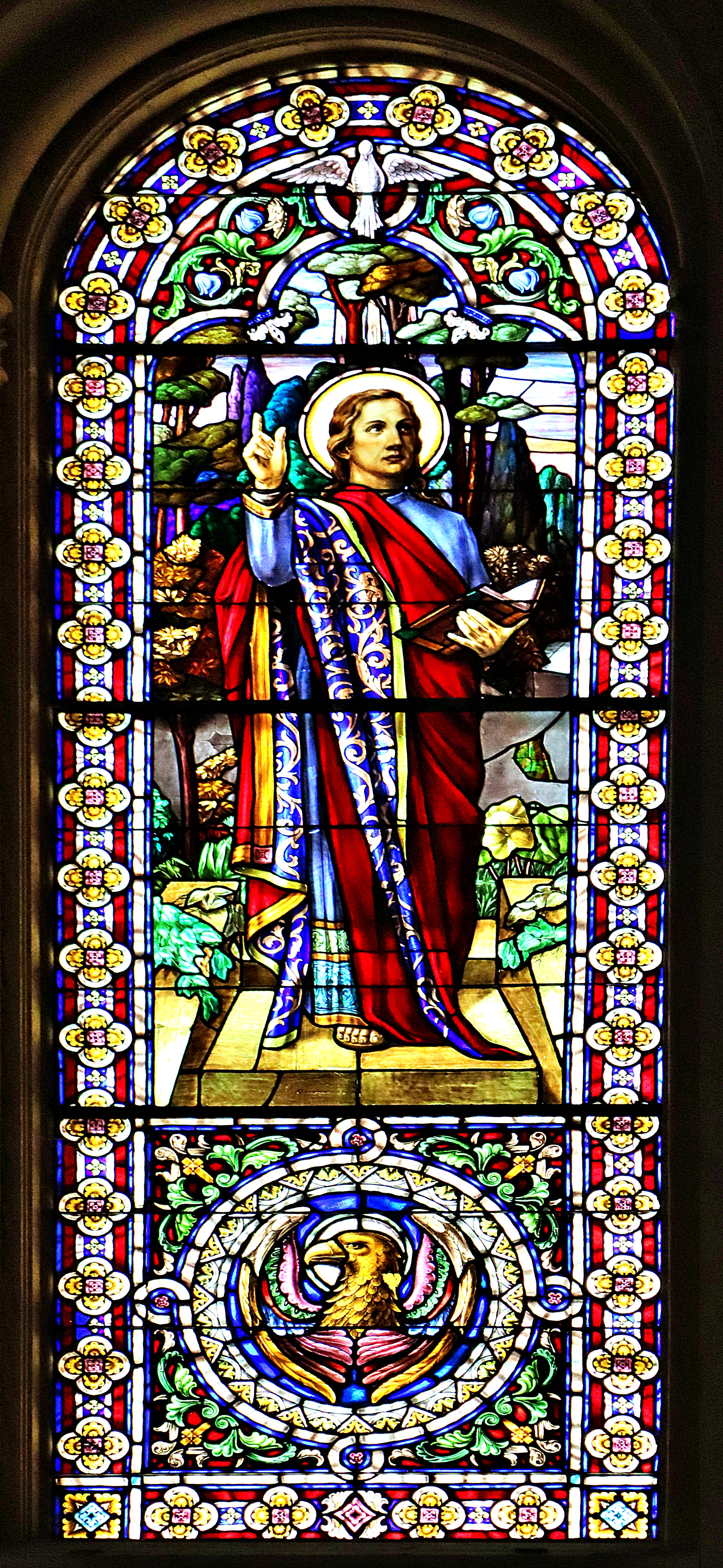
L'évangéliste saint Jean
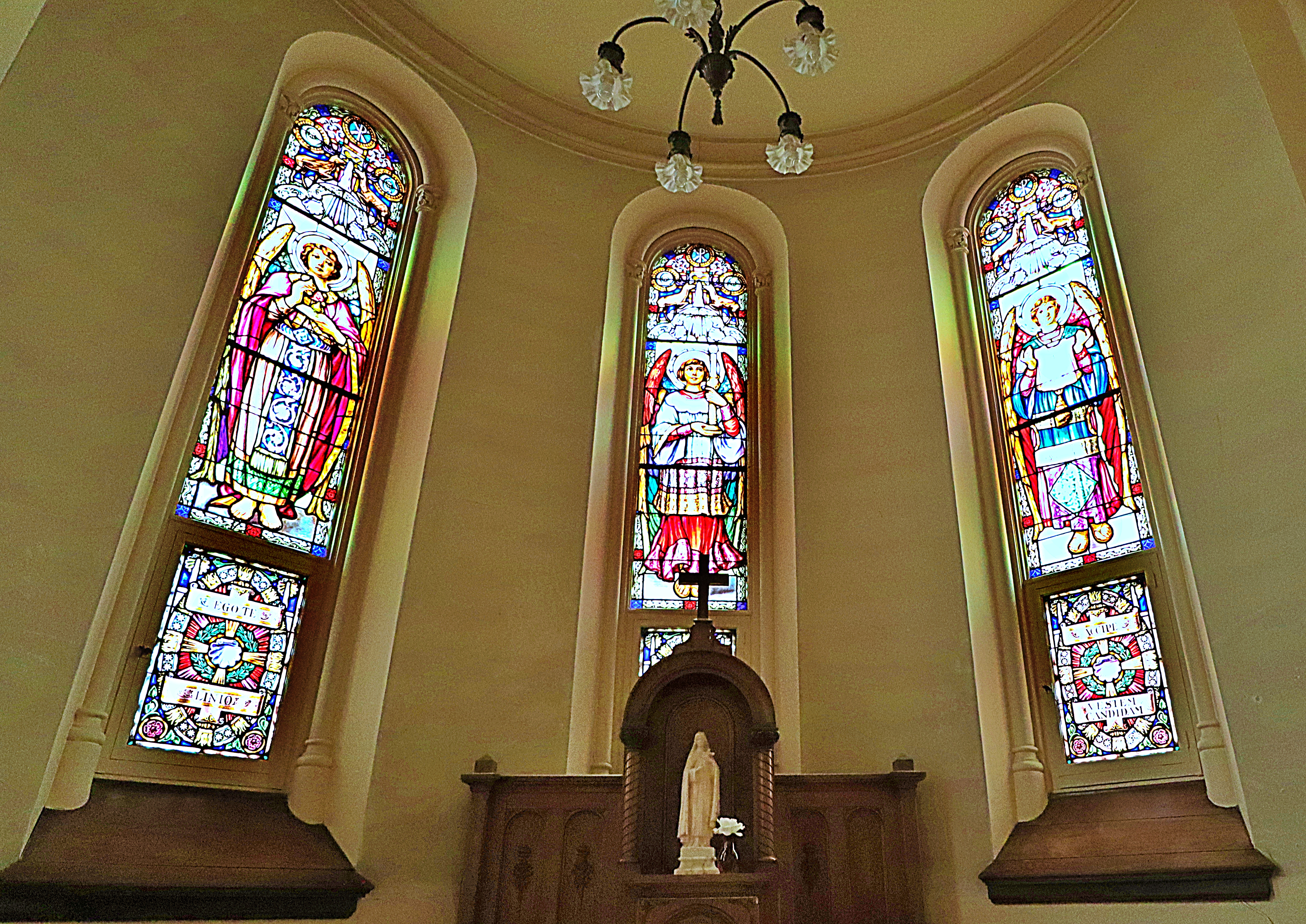
Vitraux de la chapelle

Œuvres murales de Nicheri
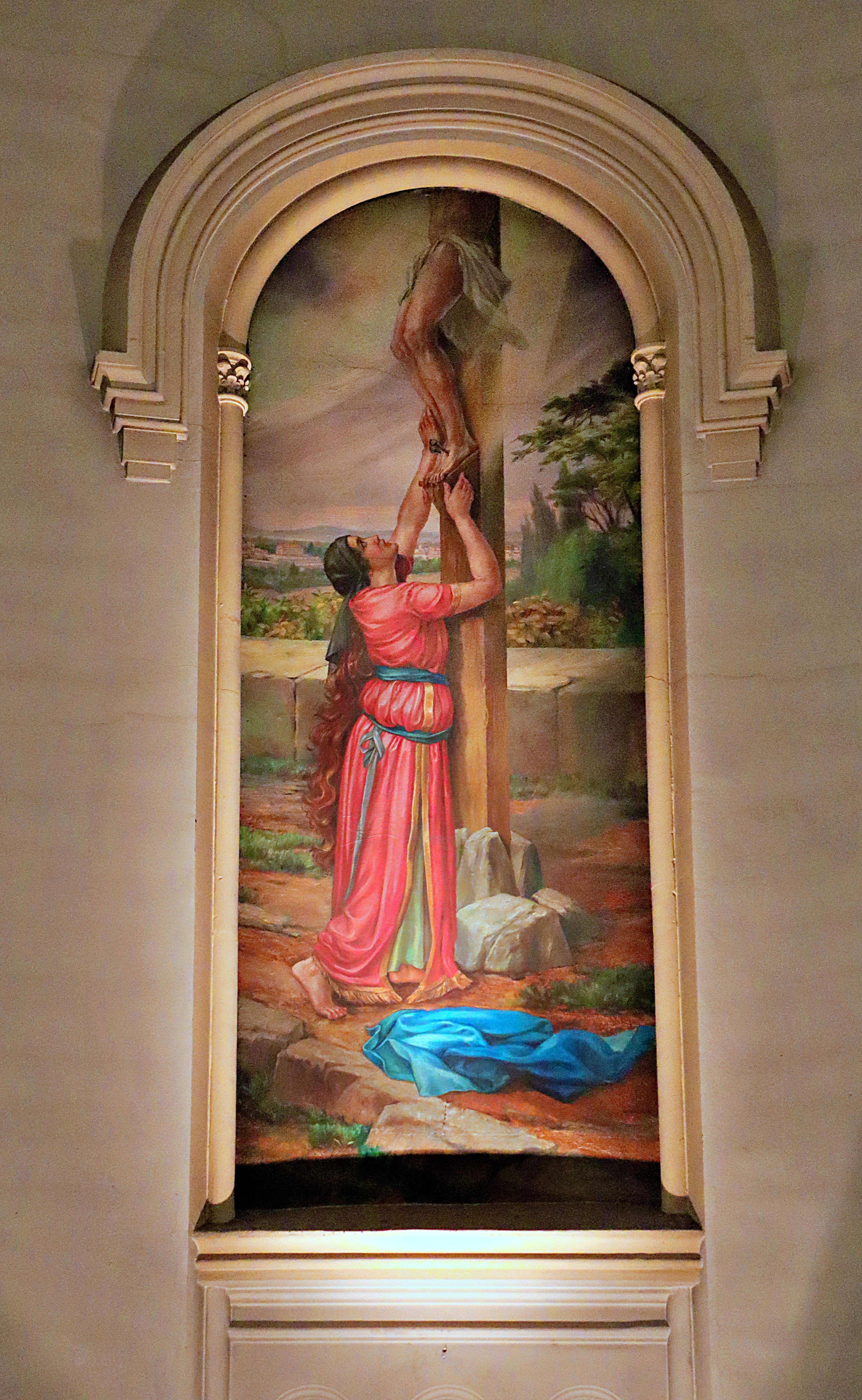
Madeleine au pied de la croix
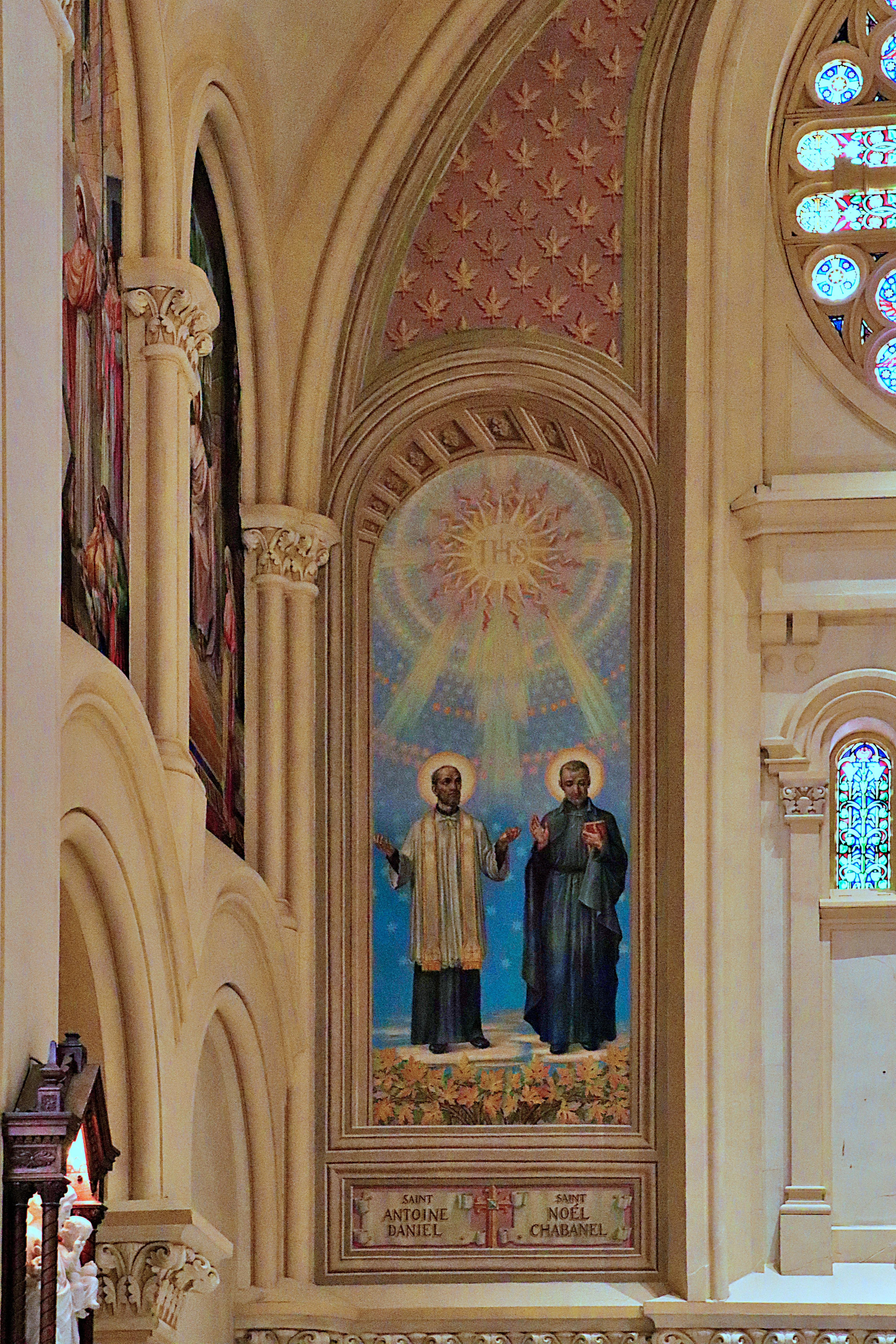
Les saints martyrs canadiens
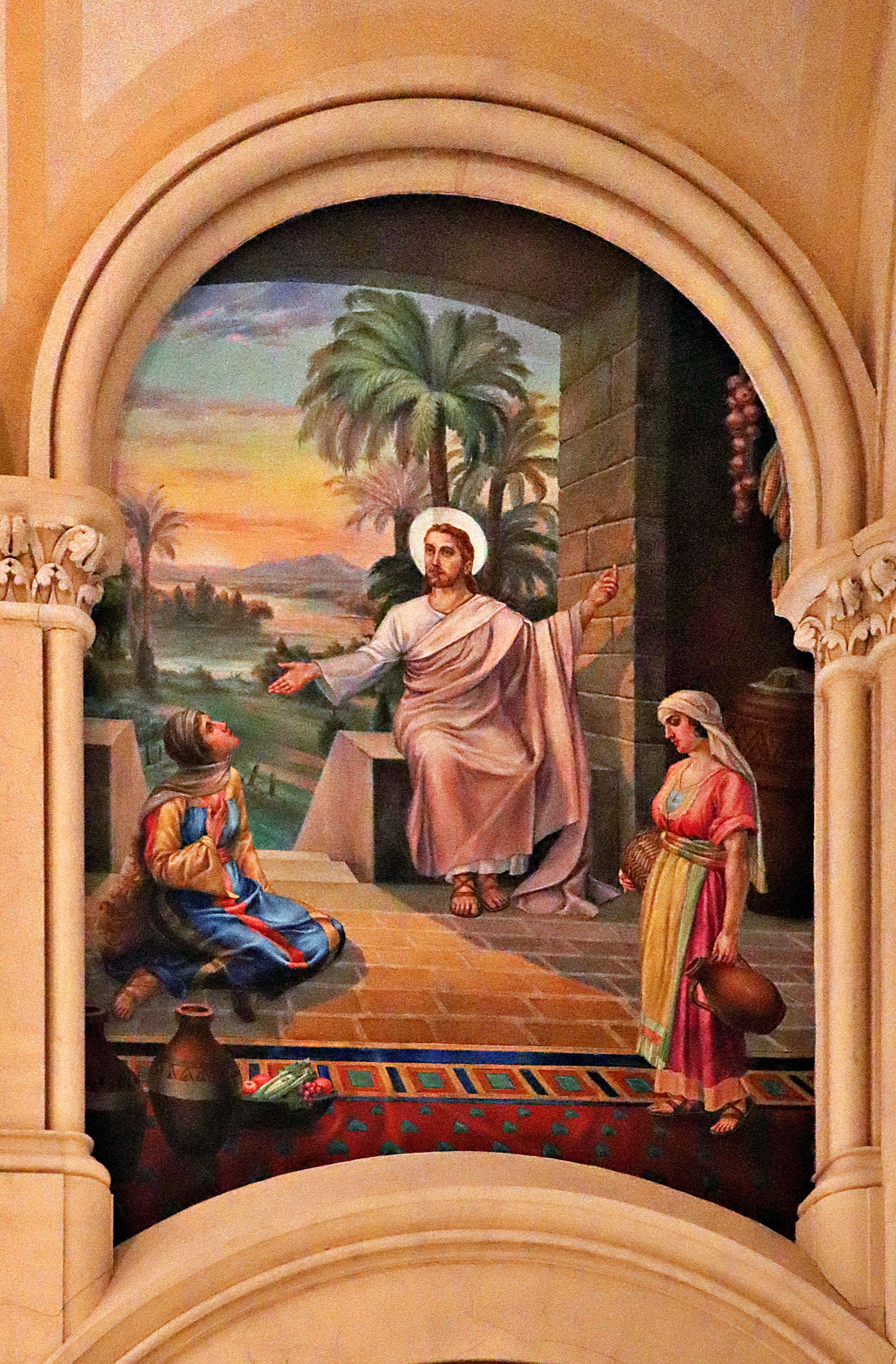
Jésus chez Marthe et Marie
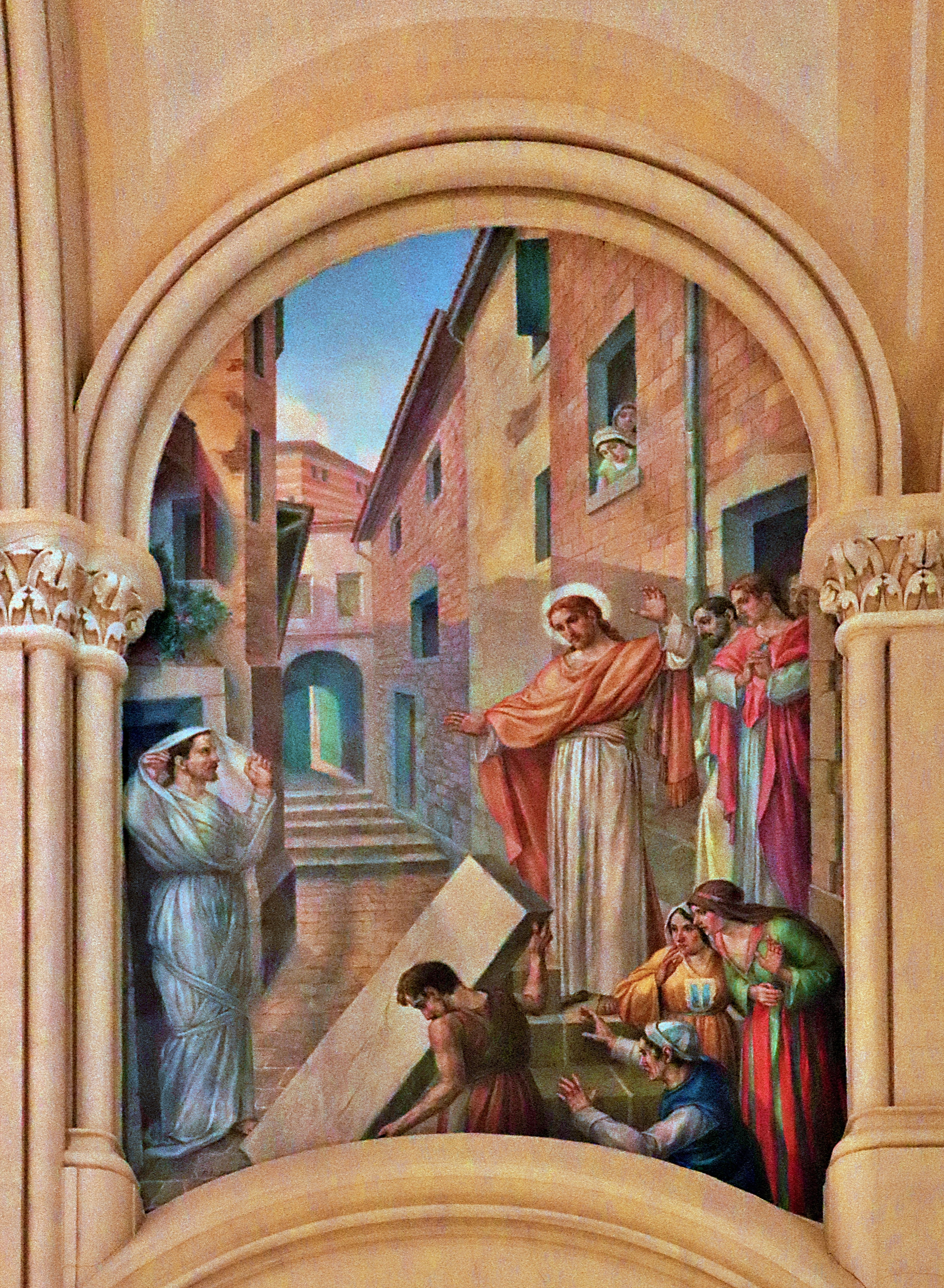
La résurrection de Lazare